# Остре-Бардо (Західнопоморське воєводство)
Остре-Бардо (пол. Ostre Bardo, нім. Wusterbarth) — село в Польщі, у гміні Полчин-Здруй Свідвинського повіту Західнопоморського воєводства.
Населення — 277 осіб (2011).

## Демографія
Демографічна структура станом на 31 березня 2011 року:
|          | Загалом | Допрацездатний вік | Працездатний вік | Постпрацездатний вік |
| -------- | ------- | ------------------ | ---------------- | -------------------- |
| Чоловіки | 138     | 27                 | 102              | 9                    |
| Жінки    | 139     | 29                 | 86               | 24                   |
| Разом    | 277     | 56                 | 188              | 33                   |